# Riez
Riez település Franciaországban, Alpes-de-Haute-Provence megyében. Lakosainak száma 1625 fő (2022. január 1.). Riez Allemagne-en-Provence, Brunet, Montagnac-Montpezat, Puimoisson, Roumoules, Valensole, Pontevès és Sillans-la-Cascade községekkel határos.

## Népesség
A település népessége az elmúlt években az alábbi módon változott:
| Lakosok száma | 1379 | 1680 | 1707 | 1702 | 1822 | 1828 | 1856 | 1726 | 1661 | 1625 |
|               | 1968 | 1982 | 1990 | 2006 | 2013 | 2015 | 2017 | 2019 | 2020 | 2022 |